# Могулинка
Могулинка — упразднённая деревня в Большереченском районе Омской области России. Входила в состав Шипицынского сельсовета. Исключена из учётных данных в 1963 г.

## География
Располагалась у озёр Могулинка (в прошлом Магулы) и Агач, в 3 км (по прямой) к юго-востоку от села Шипицыно.

## История
По данным на 1928 год деревня Магуленка состояла из 32 хозяйств. В административном отношении входила в состав Гущинского сельсовета Большереченского района Тарского округа Сибирского края.

## Население
По переписи 1926 г. в деревне проживало 128 человек (63 мужчины и 65 женщин), основное население — русские. В 1933 году в деревне проживало 211 человек.